# 1973年のパシフィック・リーグプレーオフ
1973年のパシフィック・リーグプレーオフは、1973年10月にプロ野球パシフィック・リーグの前期優勝チームと後期優勝チームの2球団で行われたプレーオフである。本年は2シーズン制が導入された最初の年であり、前期優勝の野村克也選手兼任監督率いる南海ホークスと後期優勝の西本幸雄監督率いる阪急ブレーブスとの対決となり、3勝2敗で南海が勝利し、パ・リーグ優勝を決めた。

## 概要
両者の直接対決の成績は、南海が優勝した前期は南海の8勝5敗だったが、前年までリーグ2連覇の阪急が優勝した後期は一転して阪急の12勝0敗1分と南海は1勝もできなかった。また南海は後期の勝率が五割を切っており（.484）、通年の勝率では阪急、ロッテ（前期2位・後期2位）に次ぐ3位まで落ちこんでいた。
そのため戦前の予想では後期に復調した地力に勝る阪急の有利は揺るがないとする意見が圧倒的だったが、南海・野村監督は報道陣に対し「後期の汚名は必ずプレーオフですすぐ」と強く決意を語ってプレーオフに臨んだ。

## 試合結果
| 日付                   | 試合  | ビジター球団（先攻） | スコア   | ホーム球団（後攻） | 開催球場     |
| 10月19日（金）         | 第1戦 | 阪急ブレーブス       | 2 - 4    | 南海ホークス       | 大阪球場     |
| 10月20日（土）         | 第2戦 | 阪急ブレーブス       | 9 - 7    | 南海ホークス       | 大阪球場     |
| 10月21日（日）         | 第3戦 | 雨天中止             | 雨天中止 | 雨天中止           | 阪急西宮球場 |
| 10月22日（月）         | 第3戦 | 南海ホークス         | 6 - 3    | 阪急ブレーブス     | 阪急西宮球場 |
| 10月23日（火）         | 第4戦 | 南海ホークス         | 1 - 13   | 阪急ブレーブス     | 阪急西宮球場 |
| 10月24日（水）         | 第5戦 | 南海ホークス         | 2 - 1    | 阪急ブレーブス     | 阪急西宮球場 |
| 年間優勝：南海ホークス |       |                      |          |                    |              |

### 第1戦
10月19日　大阪　観衆13800人
| 阪急 | 1 | 1 | 0 | 0 | 0 | 0 | 0 | 0 | 0 | 2 |
| 南海 | 0 | 3 | 1 | 0 | 0 | 0 | 0 | 0 | X | 4 |

（急）●米田（1敗）、戸田－岡田、種茂

（南）西岡、○佐藤（1勝）、村上雅、江本－野村

本塁打

（急）福本1号ソロ（西岡）、岡田1号ソロ（西岡）

盗塁

（急）1（加藤）
阪急が福本豊の先頭打者本塁打で先制、2回にも岡田幸喜の本塁打で追加点を挙げたが、その裏、南海は四球、エラーにつけ込み、藤原満、相羽欣厚のタイムリーで逆転。西岡三四郎から佐藤道郎、村上雅則とつなぎ、最後は江本孟紀が締めくくった。

### 第2戦
10月20日　大阪　観衆19700人
| 阪急 | 0 | 2 | 2 | 2 | 2 | 0 | 0 | 0 | 1 | 9 |
| 南海 | 1 | 0 | 0 | 0 | 0 | 1 | 3 | 1 | 1 | 7 |

（急）○山田（1勝）、竹村 － 岡田

（南）●山内（1敗）、村上雅、中山、松原、佐藤－野村

本塁打

（急）住友1号2ラン（3回山内）、2号2ラン（5回村上雅）

（南）門田博1号ソロ（1回山田）、2号ソロ（6回山田）、ジョーンズ1号3ラン（7回山田）

盗塁

（急）3（福本、加藤、長池）
1回裏、門田博光が阪急の先発山田久志から先制本塁打を放つが、阪急は南海の守備の乱れをついて逆転。3回には住友平が2ランを放ち、4回には井上修、山田の連続タイムリーで山内新一をKO。5回には住友の2打席連続本塁打が飛び出し、阪急の一方的ペースと思われた。しかし南海も6回門田博の2本目の本塁打、7回にはクラレンス・ジョーンズの代打3ランで追い上げた。8回にも代わった竹村一義から1点を奪い、2点差まで詰め寄るが、点差をつめたのもここまでだった。

### 第3戦
10月22日　西宮　観衆8500人
| 南海 | 3 | 0 | 2 | 0 | 0 | 0 | 0 | 0 | 1 | 6 |
| 阪急 | 0 | 1 | 0 | 0 | 0 | 0 | 0 | 2 | 0 | 3 |

（南）○江本（1勝）－野村

（急）●水谷（1敗）、戸田、竹村、三好、梶本－岡田

本塁打

（南）野村1号2ラン（1回水谷）、ジョーンズ2号ソロ（1回水谷）、3号2ラン（3回戸田）

盗塁

（南）1（広瀬）

（急）1（福本）
初回に野村、ジョーンズの連続本塁打で先制した南海は、3回にもジョーンズの2打席連続本塁打で突き放し、試合を優位に進めた。阪急は8回、加藤秀司の2点タイムリーで追い上げたが、江本がしのぎ切り、完投勝利。

### 第4戦
10月23日　西宮　観衆13500人
| 南海 | 0 | 0 | 1 | 0 | 0 | 0 | 0 | 0 | 0 | 1  |
| 阪急 | 3 | 4 | 0 | 0 | 0 | 3 | 0 | 3 | X | 13 |

（南）●西岡（1敗）、村上雅、松原、中山－野村

（急）○米田（1勝1敗）－種茂

本塁打

（南）佐野1号ソロ（3回米田）

（急）大橋1号3ラン（6回中山）、住友3号2ラン（8回中山）

盗塁

（急）3（平林、長池、井上修）
阪急が初回、2回で7点を挙げ、南海先発の西岡をKO、あっけなく試合を決めた。その後も攻撃の手を緩めず、6回には大橋穣の3ラン、8回にも住友の本塁打などで3点を挙げ、大量13点を奪った。大橋は計6打点の活躍。米田は3回の佐野嘉幸の本塁打による1点に抑え、完投。

### 第5戦
10月24日　西宮　観衆17000人
| 南海 | 0 | 0 | 0 | 0 | 0 | 0 | 0 | 0 | 2 | 2 |
| 阪急 | 0 | 0 | 0 | 0 | 0 | 0 | 0 | 0 | 1 | 1 |

（南）山内、○佐藤（2勝）、江本－野村

（急）●山田（1勝1敗）－種茂

本塁打

（南）スミス1号ソロ（9回山田）、広瀬1号ソロ（9回山田）

（急）当銀1号ソロ（9回佐藤）

盗塁

（南）1（広瀬）

（急）3（福本3）
南海・山内、阪急・山田の息詰まる投手戦。阪急はリードオフマンの福本が3出塁3盗塁と再三チャンスを作ったが得点できず。均衡を破ったのは9回表2死無走者からのウィリー・スミスの本塁打だった。山田は次打者のベテラン・広瀬叔功にも連続本塁打を浴び、結局この2点目が重くのしかかることになった。9回裏の阪急もやはり2死から代打・当銀秀崇がここまで好救援の佐藤から本塁打を放ち1点差に詰め寄るが、南海はここで江本を投入。代打・高井保弘から三振を奪って後続を絶ち、7年ぶりのパ・リーグ優勝を決めた。これが南海ホークスとして最後の優勝となった。

## 表彰選手
- 最優秀選手 佐藤道郎（南）
- 敢闘賞 住友平（急）
- 首位打者 広瀬叔功（南）
- 優秀投手 米田哲也（急）
- 技能賞 大熊忠義（急）
- 優秀選手 ウィリー・スミス（南）

## テレビ・ラジオ放送

### テレビ中継
- 第1戦：10月19日
  - よみうりテレビ
    - ゲスト解説：金田正一
- 第2戦：10月20日
  - 毎日放送
    - 解説：杉浦忠  ゲスト解説：張本勲
- 第3戦：10月22日
  - NHK総合
    - 解説：鶴岡一人
- 第4戦：10月23日
  - 関西テレビ
    - 解説：吉田義男
- 第5戦：10月24日
  - NHK総合
    - 解説：鶴岡一人

  - 関西テレビ
    - 解説：吉田義男

### ラジオ中継
- 第1戦：10月19日
  - NHKラジオ第1　解説：鶴岡一人
  - 朝日放送　解説：皆川睦雄
  - 毎日放送　解説：杉浦忠、永井正義
- 第2戦：10月20日
  - NHKラジオ第1
  - 朝日放送　解説：花井悠
  - 毎日放送　解説：榎原好、永井正義
- 第3戦：10月22日
  - NHKラジオ第1
  - 朝日放送　解説：花井悠
  - 毎日放送　解説：榎原好、永井正義
- 第4戦：10月23日
  - NHKラジオ第1
  - 朝日放送　解説：皆川睦雄
  - 毎日放送　解説：杉浦忠、榎原好
- 第5戦：10月24日
  - NHKラジオ第1　解説：加藤進
  - 朝日放送　解説：花井悠
  - 毎日放送　解説：杉浦忠、榎原好